# Grusonwerk

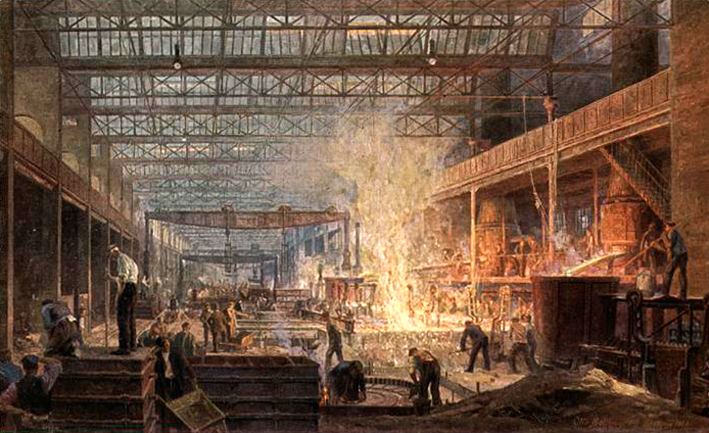
Friedrich Krupp AG Grusonwerk, Panzergießerei

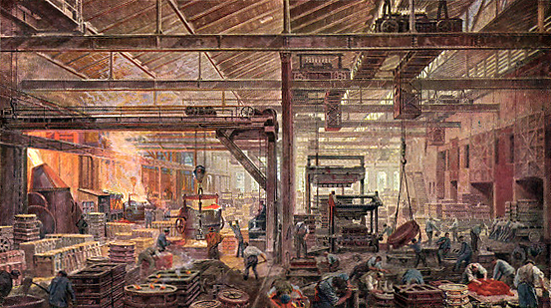
Friedrich Krupp AG Grusonwerk, Stahlgießerei

Das Grusonwerk ist ein Unternehmen in Magdeburg-Buckau. Es wurde 1855 von Hermann Gruson gegründet, war später Teil der Friedrich Krupp AG und entwickelte sich zu einem der bedeutendsten Unternehmen des Maschinenbaus und der Rüstungsindustrie in Deutschland.

## Gründung und Entwicklung bis 1886

### Maschinen, Schiffe, weitere Metallerzeugnisse
Hermann Gruson gründete am 1. Juni 1855 in Buckau bei Magdeburg, an der Mündung der Sülze in die Elbe, eine Schiffswerft und Maschinenfabrik an der Elbe, sowie eine Eisengießerei. Der Betrieb wurde bald in Maschinen-Fabrik und Schiffsbauwerkstatt H. Gruson Buckau-Magdeburg umbenannt. Das junge Unternehmen geriet kurz darauf durch die Handelskrise in den 1850er Jahren in eine schwierige Situation, nach Stilllegung der Elbschifffahrt stellte auch die Schiffswerft mangels Aufträge bereits 1858 ihre Tätigkeit ein. Gruson konzentrierte sich nun auf die Eisen-Gießerei und entwickelte Methoden zu Erhöhung der Festigkeit von Gusseisen. Die Mischung unterschiedlicher Roheisensorten ergab mittels sogenanntem Gattieren ein geläutertes Gusseisen von größerer Festigkeit und machte den Werkstoff somit für die Verwendung in Schiffs- und Maschinenteilen, die vorher aus Schmiedeeisen oder Stahl gefertigt worden waren, nutzbar. Der von den Grusonwerken entwickelte Hartguss hatte große Bedeutung für die Entwicklung von Maschinenbau und Eisenbahn in Deutschland. So wurde die Magdeburg-Halberstädter Eisenbahn mit Erzeugnissen des Grusonwerkes errichtet.

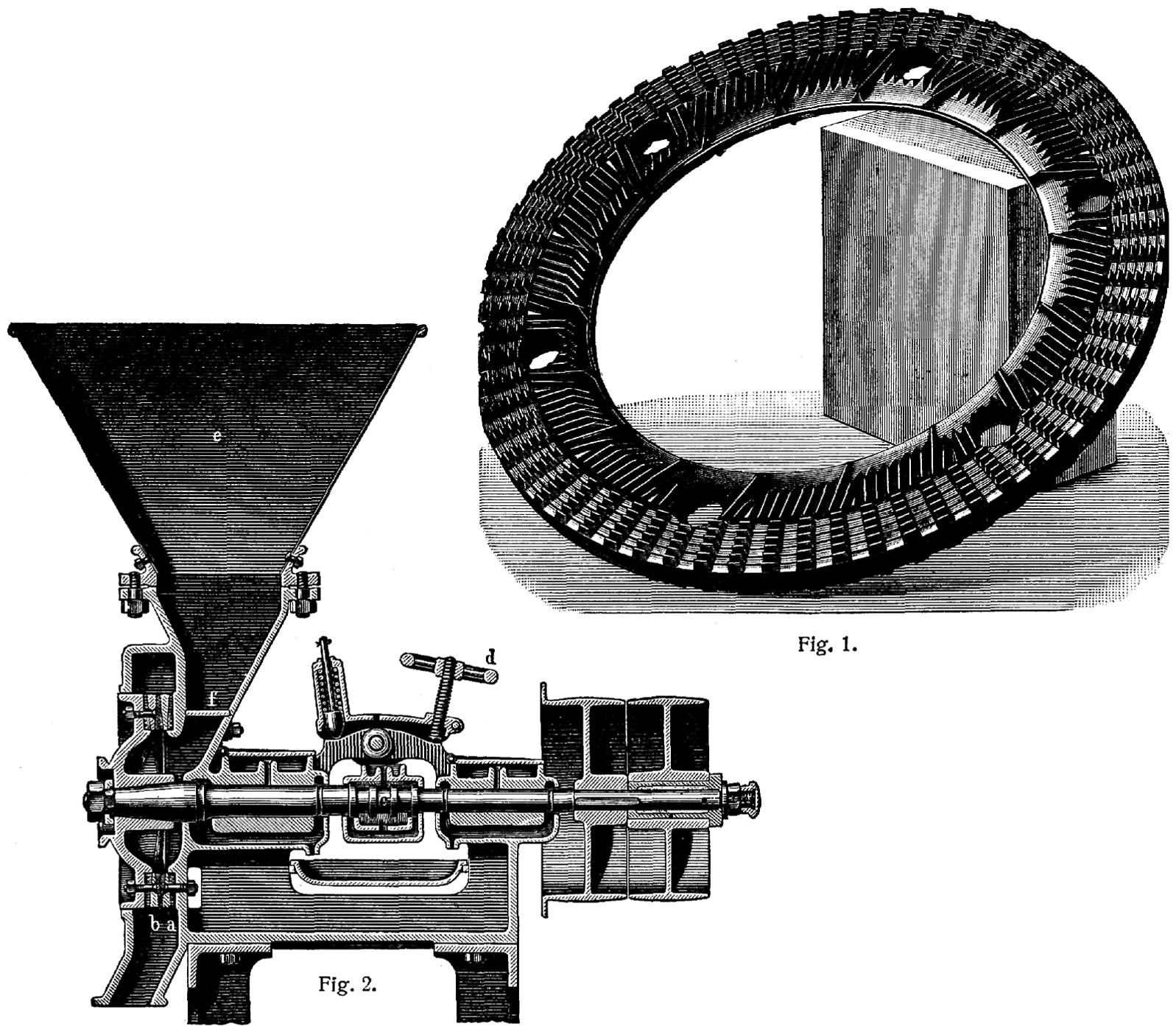
Zerkleinerungsmaschine Exzelsiormühle

Der Betrieb entwickelte außerdem erfolgreich den englisch-amerikanischen Kokillenguss weiter. Diese neue Technik machte das bisher nur für Walzen und Eisenbahnräder angewandte Verfahren auch für andere Gebiete anwendbar. 1858 nahm das Grusonwerk die Fertigung von Herz- und Kreuzungsstücken von Eisenbahngleisen aus Hartguss auf. Damit erhielt das Unternehmen bedeutende Aufträge und wurde weltweit bekannt.
Im Werk waren Mitte der 1860er Jahre etwa 250 Arbeiter beschäftigt. Die ursprüngliche Fabrik war längst zu klein geworden. An der Magdeburg–Halberstädter Bahnlinie wurde deshalb von 1869 bis 1872 eine neue Werksanlage errichtet. 1859 brachen im Unternehmen Streiks aus, Heinrich Gruson entschloss sich angesichts der wachsenden Arbeiterbewegung zu einer besseren Lohn- und Sozialpolitik.
1882 übernahm das Grusonwerk eine Heißbleipresse für Kabelummantelung. Die Produktion des Werkes umfasste neben Hartguss- und Stahlerzeugnissen unter anderem Zerkleinerungs- und Erzaufbereitungsanlagen, Walzwerke für alle Metalle, Anlagen für Zement- und Schotterwerke, Krananlagen und Transporteinrichtungen, Pulverfabriken sowie Salzmühlen.

### Waffentechnik
Für die Entwicklung des Grusonwerkes war in waffentechnischer Hinsicht die Entwicklung der Hartguss-Granate entscheidend. Der neue Werkstoff war in der Lage, bis dahin gebräuchliche, schmiedeeiserne Panzerung besser zu durchschlagen als die seinerzeit ungehärtete Stahlgranate.
Nach 1860 erhielt das Unternehmen vom preußischen Militär umfangreiche Rüstungsaufträge, so etwa 1865 zur Herstellung von Panzergranaten. Im Mai 1866 waren neu konstruierte Geschosse bei einem Testschießen in Mainz gegen einen von Max Schumann aus englischem Material konstruierten Geschützstand für Landbefestigungen erfolgreich. Auch ein Vergleichsschießen von Grusons Geschützen und Granaten gegen englische Fabrikate auf dem Berlin-Tegeler Schießplatz 1868 zeigte eine klare Überlegenheit der deutschen Fabrikate. 1869 führte das Unternehmen in Tegel dem preußischen Kriegsminister und hohen Militärs seinen ersten Hartguss-Panzerstand vor. Eine Erweiterung der Produktion wurde nötig und es entstanden von 1869 bis 1871 weitere Fabrikanlagen in der Marienstraße. Bei Tangerhütte ließ das Grusonwerk 1888 einen zehn Kilometer langen Schießplatz zur Erprobung und Vorführung eigener Geschütze errichten. Zu Beginn des Deutsch-Französischen Krieges 1870 produzierte das Werk Lafetten für 21-cm-Geschütze.

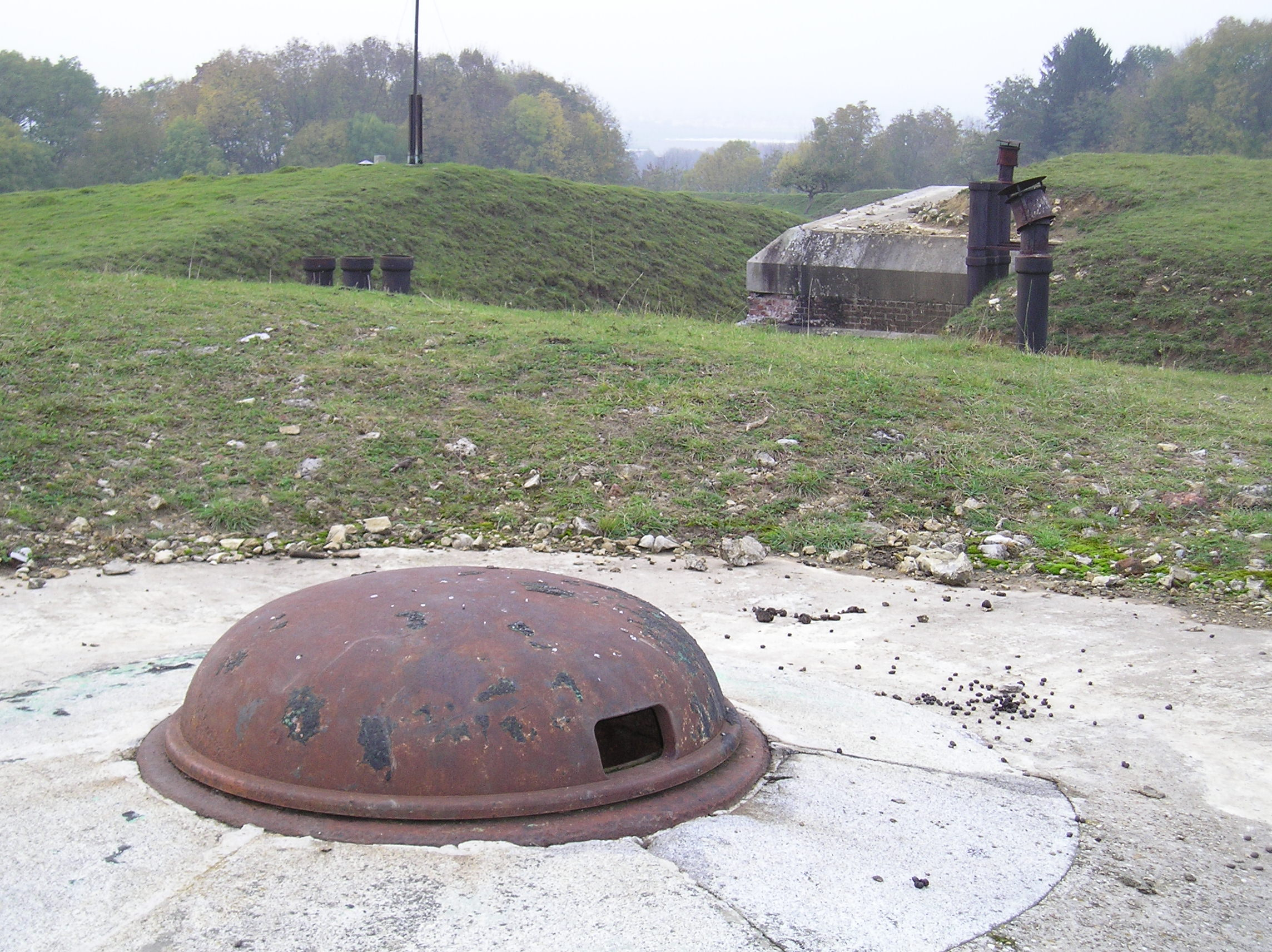
Gepanzerter drehbarer Beobachtungsstand im Fort Prinz Karl, gefertigt vom Grusonwerk 1893

Gruson entwickelte ab 1873 Geschütz-Drehtürme aus Hartguss, außerdem durch die Zusammenarbeit mit Schumann die sogenannte Minimalschartenlafetten, die das Werk auch produzierte. Ab 1882 wurde die Schumannsche Panzerlafette als geeignete Panzerkonstruktion für Festungen weiter entwickelt und 1885 bei Schießversuchen in Bukarest unter Beweis gestellt. Ebenso wurden klein- und mittelkalibrige Schnellfeuerkanonen entwickelt. 1885 kam es mit französischen Panzerfabrikaten zu vergleichenden Schießversuchen in Bukarest. Der Gruson-Schumann’sche Turm war dem französischen überlegen, infolge jener Schießversuche erhielt das Grusonwerk bedeutende Bestellungen für Panzertürme nicht nur von Deutschland, sondern auch von Belgien, Holland, Österreich und Rumänien.
Das Grusonwerk fertigte auch einen beweglichen Panzerturm, den sogenannten Fahrpanzer sowie die ersten Panzertürme für deutsche Befestigungsanlagen. So entstanden beispielsweise zur Küstenverteidigung in der Wesermündung ab 1871 mehrere Forts mit drehbaren Panzertürmen. Außerdem wurden Panzertürme und Geschützstände für den italienischen Kriegshafen La Spezia gefertigt. Entwicklung und Bau von Geschützen machten Werkserweiterungen nötig.
Somit beherrschte das Grusonwerk mit seinen Panzertürmen – und die Fa. Krupp mit ihren Kanonen – für viele Jahre den Weltmarkt.

## Umwandlung in eine Aktiengesellschaft und Geschichte bis 1893
1886 erfolgte die Umwandlung des Unternehmens in eine Aktiengesellschaft, diese wurde unter dem Namen Grusonwerk AG Buckau ins Handelsregister eingetragen. 1887 begann man in einer neuen Gießerei mit der Herstellung von Gussstahl.
Nachdem mit der Essener Friedrich Krupp AG 1892 ein Betriebsüberlassungsvertrag geschlossen worden war, erfolgte 1893 der Verkauf an die Krupp AG. Das Unternehmen nannte sich fortan Friedrich Krupp AG Grusonwerk.
Im Jahr 1892 findet sich in einer Tageszeitung ein Bericht, dass die vom Gruson-Werk für die Maas-Befestigungen gefertigten Panzertürme für die Belgische Armee getestet und als vortrefflich befunden und abgenommen worden waren.

## Von den 1890er Jahren bis 1945

### Schwerpunkt bleibt Rüstungsindustrie

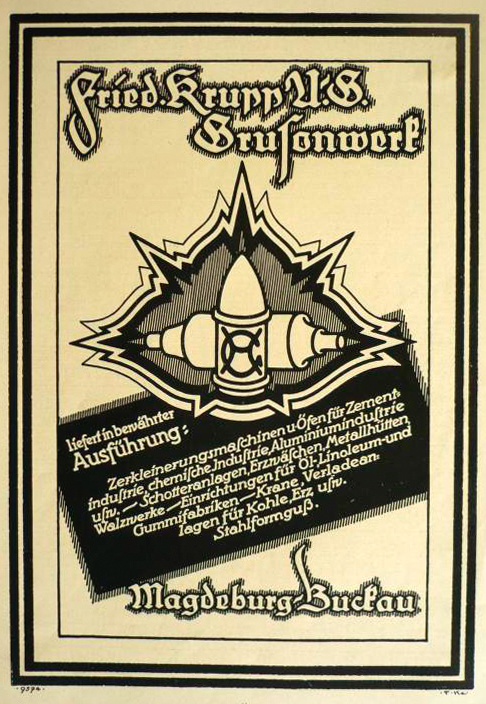
Fried. Krupp AG Grusonwerk, zeitgenössische Werbeanzeige

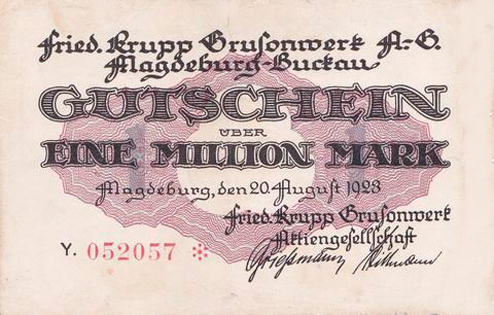
Fried. Krupp AG Grusonwerk, Gutschein während der Inflation

Nach der Übernahme der Grusonwerk AG Buckau äußerte sich Friedrich Alfred Krupp hierzu wie folgt: 

„Die Fabrikation von Panzertürmen war für mein Werk eine absolute Notwendigkeit, aber ich wusste, dass der Weltmarkt für zwei deutsche Werke in diesem Gebiet keinen Platz hat. Ich hätte dem Vaterland einen schlechten Dienst erwiesen, wenn ich ein blühendes Werk mit all seinen Arbeitern und Beamten durch die Übermacht des Kapitals lahmgelegt hätte; da habe ich es lieber erworben und ich denke, dass dieser Entschluss in der Folge sowohl für das Grusonwerk als auch für mich ein Segen sein wird.“

Die gesamte Produktion von Panzertürmen und Großgeschützen des Magdeburger Werkes wurde in der Folge in das Krupp’sche Hauptwerk nach Essen verlegt. Mit dem 30. Juni 1903 erfolgte die Umfirmierung in Fried. Krupp AG Grusonwerk, am 27. Juni 1923 eine weitere in Fried. Krupp Grusonwerk AG Magdeburg.
1922 entstand das heute denkmalgeschützte Haus Schönebecker Straße 69–72 als Beamten-Wohnhaus für das Werk.

### Produktionspalette
Krupp führte das Produktionsprogramm der Grusonwerk AG Buckau fort und erweiterte es um Aufbereitungs- und Walzwerkanlagen, Hüttenwerks- und Erzaufbereitungsanlagen, Mischanlagen für die Chemische Industrie. Außerdem produzierte man Räder und Radsätze für den Maschinenbau, für den Wasserbau Einrichtungen für Schleusen und Wehre, Hebezeuge (Krane) und Förderanlagen, vollständige Einrichtungen für Zement-, Gips- u. Kalkwerke, Klassieranlagen für die Stein- und Braunkohlenaufbereitung, Kohlen-Mahl- und Mischanlagen, Einrichtungen für Salzmühlen und Chlorkaliumfabriken, Maschinen zur Herstellung von Kabeln und Drahtseilen, Maschinen zur Verarbeitung von Gummi, Asbest und Zellhorn, Maschinen für Kabelwerke, für Linoleumfabrikation, zur Aufbereitung von Sisalhanf, zur Gewinnung von Pflanzenölen, Ballenpreßanlagen, Kaffeeschälmaschinen, Zuckerrohr-Walzwerke, Schrotmühlen für Landwirtschaft und Gewerbe sowie Siebanlagen.
Bereits während des Ersten Weltkrieges wurde ein Panzer entwickelt und getestet, wahrscheinlich auf Basis des A7V.

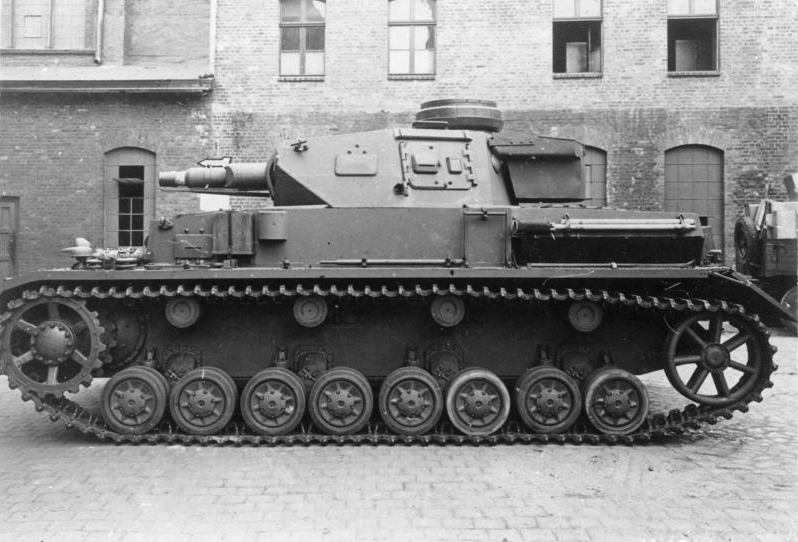
Kampfpanzer IV Ausf. F 1 mit 7,5 cm KwK L/24

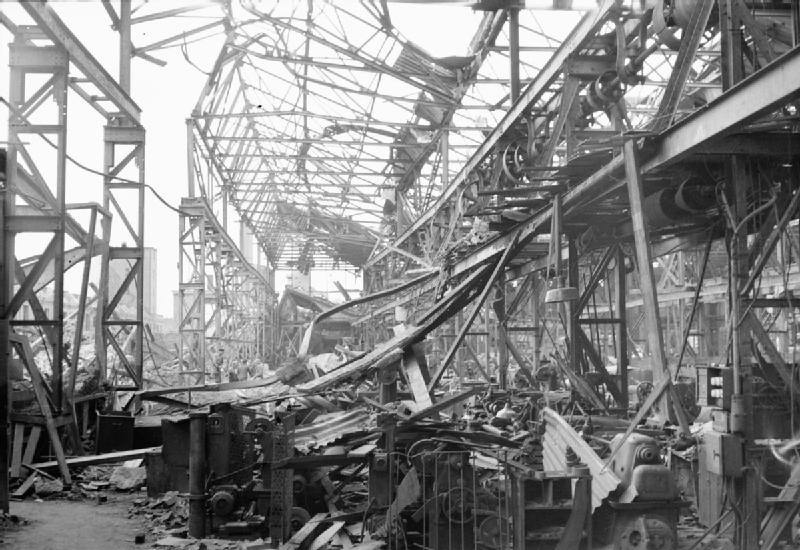
Grusonwerk, zerstörte Produktionshalle für Torpedos

In den 1930er Jahren fertigte das Grusonwerk erste Prototypen des Panzer I, später dann die Panzer IV (bis Ende 1941 als einziger Hersteller) und auf der Basis des Panzer IV das Sturmgeschütz IV sowie den Geschützwagen IV (Selbstfahrlafette Dicker Max), außerdem verschiedene Sonderkraftfahrzeuge (Sd.Kfz.). Die Produktion erfolgte im 3-Schicht-System.
1944 wurde das Werk Opfer umfangreicher Bombardierungen, konnte jedoch seinen Produktionsausstoß aufrechterhalten. Ein Teil der Herstellung war ausgelagert worden, so stellte zum Beispiel die Vereinigte Ost- und Mitteldeutsche Zement AG in Nienburg (Saale) die Planetengetriebe für die Panzer her und der Landmaschinenhersteller W. Siedersleben in Bernburg die Lüfteranlagen. Zum Kriegsende war jedoch die Produktivität auf Grund von Arbeitskräfte- und Rohstoffmangel stark herabgesetzt, die Belegschaft ergab sich den Amerikanern bei deren Einmarsch.

## 1945 bis 1990
Bei Ende des Zweiten Weltkrieges waren etwa 80 Prozent des Werkes zerstört, und die Sowjetische Militäradministration in Deutschland (SMAD) übernahm die Verwaltung. Fast die Hälfte der noch erhaltenen Anlagen wurde demontiert. Mit dem 1. November 1946 erfolgte die Umbenennung in Maschinenfabrik Krupp-Gruson der Sowjetischen Maschinenbau AG (SAG), ein sowjetischer Generaldirektor wurde eingesetzt. Am 1. Mai 1951 wurde das Werk in die staatliche AG für Maschinenbau, Zweigniederlassung in Deutschland, Schwermaschinenbau „Ernst Thälmann“ Magdeburg umgewandelt. Am 1. Januar 1954 erfolgte die Umwandlung in den VEB Schwermaschinenbau „Ernst Thälmann“, Magdeburg-Buckau. Die Gründung des VEB Schwermaschinenbau-Kombinat „Ernst Thälmann“ (SKET) erfolgte am 1. Januar 1969.

## Seit 1990
Nach der Wende und friedlichen Revolution in der DDR wurden ehemalige Kombinatsbetriebe ab Anfang 1990 als GmbHs ausgegründet, 1993 privatisierte die Treuhand diese Betriebe.